# St. Pierre (Montana)
St. Pierre es un lugar designado por el censo ubicado en el condado de Hill en el estado estadounidense de Montana. En el Censo de 2010 tenía una población de 350 habitantes y una densidad poblacional de 16,74 personas por km².

## Geografía
St. Pierre se encuentra ubicado en las coordenadas 48°14′38″N 109°48′58″O / 48.24389, -109.81611. Según la Oficina del Censo de los Estados Unidos, St. Pierre tiene una superficie total de 20.91 km², de la cual 20.91 km² corresponden a tierra firme y (0%) 0 km² es agua.

## Demografía
Según el censo de 2010, había 350 personas residiendo en St. Pierre. La densidad de población era de 16,74 hab./km². De los 350 habitantes, St. Pierre estaba compuesto por el 1.14% blancos, el 0% eran afroamericanos, el 98% eran amerindios, el 0% eran asiáticos, el 0% eran isleños del Pacífico, el 0% eran de otras razas y el 0.86% pertenecían a dos o más razas. Del total de la población el 1.14% eran hispanos o latinos de cualquier raza.